# 世博大道駅
座標: 北緯31度11分6秒 東経121度28分45秒 / 北緯31.18500度 東経121.47917度
世博大道駅（せはくだいどうえき）は中華人民共和国上海市浦東新区に位置する上海軌道交通13号線の駅である。

## 概要
上海国際博覧会期間は万博専用線（世博専線）として会場内交通の扱いで当駅から馬当路駅までの区間が先行開業していたため、当駅も万博入場者のみ無料で利用可能であった。万博終了後は一時閉鎖され、2015年12月19日、13号線正式開業時に当駅も再開業した。

## 駅構造
島式ホーム1面2線、相対式ホーム1面1線の地下駅。
先行開業時は上海万博専用線の為、自動改札機、券売機及び手荷物検査機の設置はなかった。

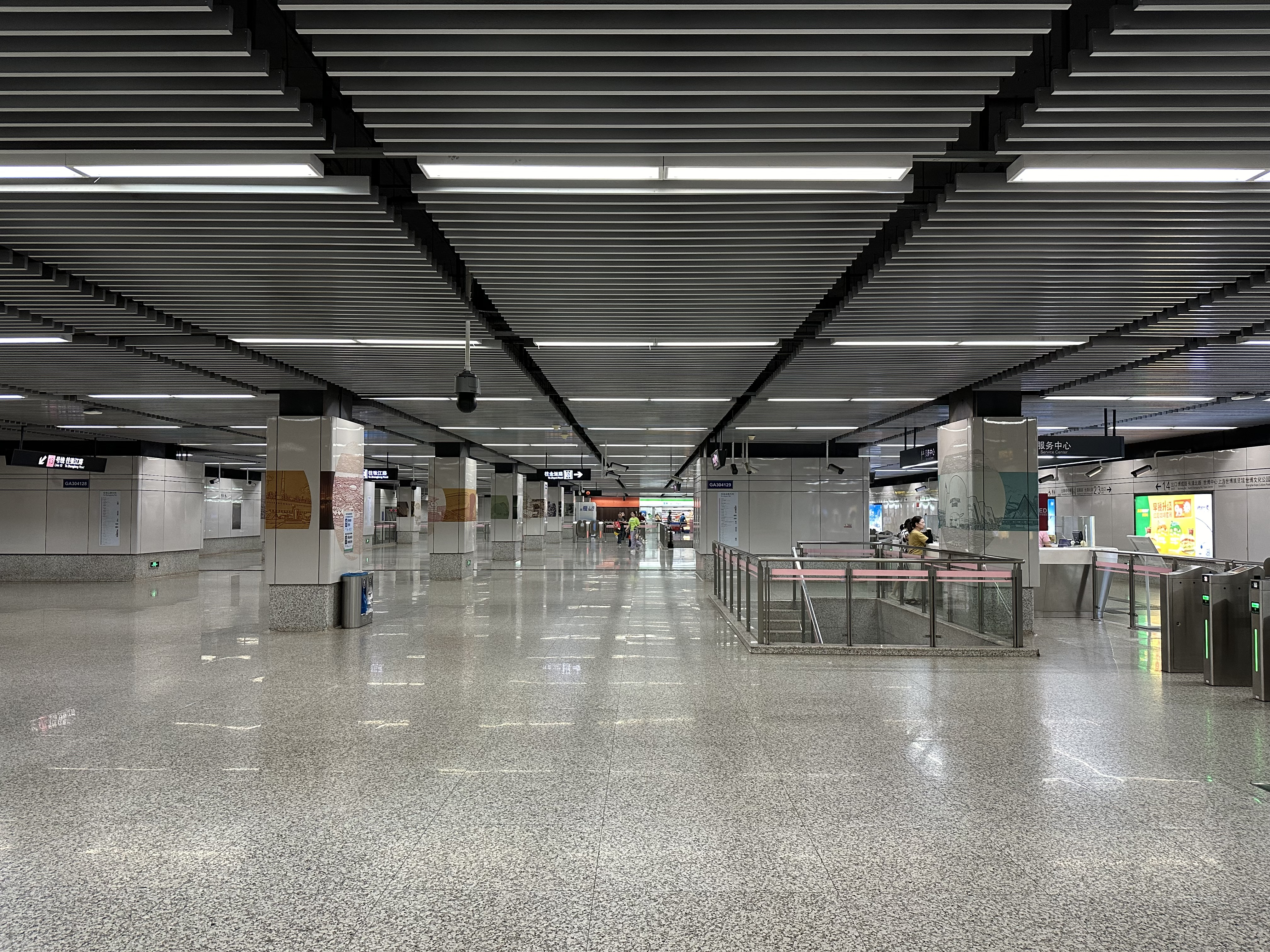
コンコース
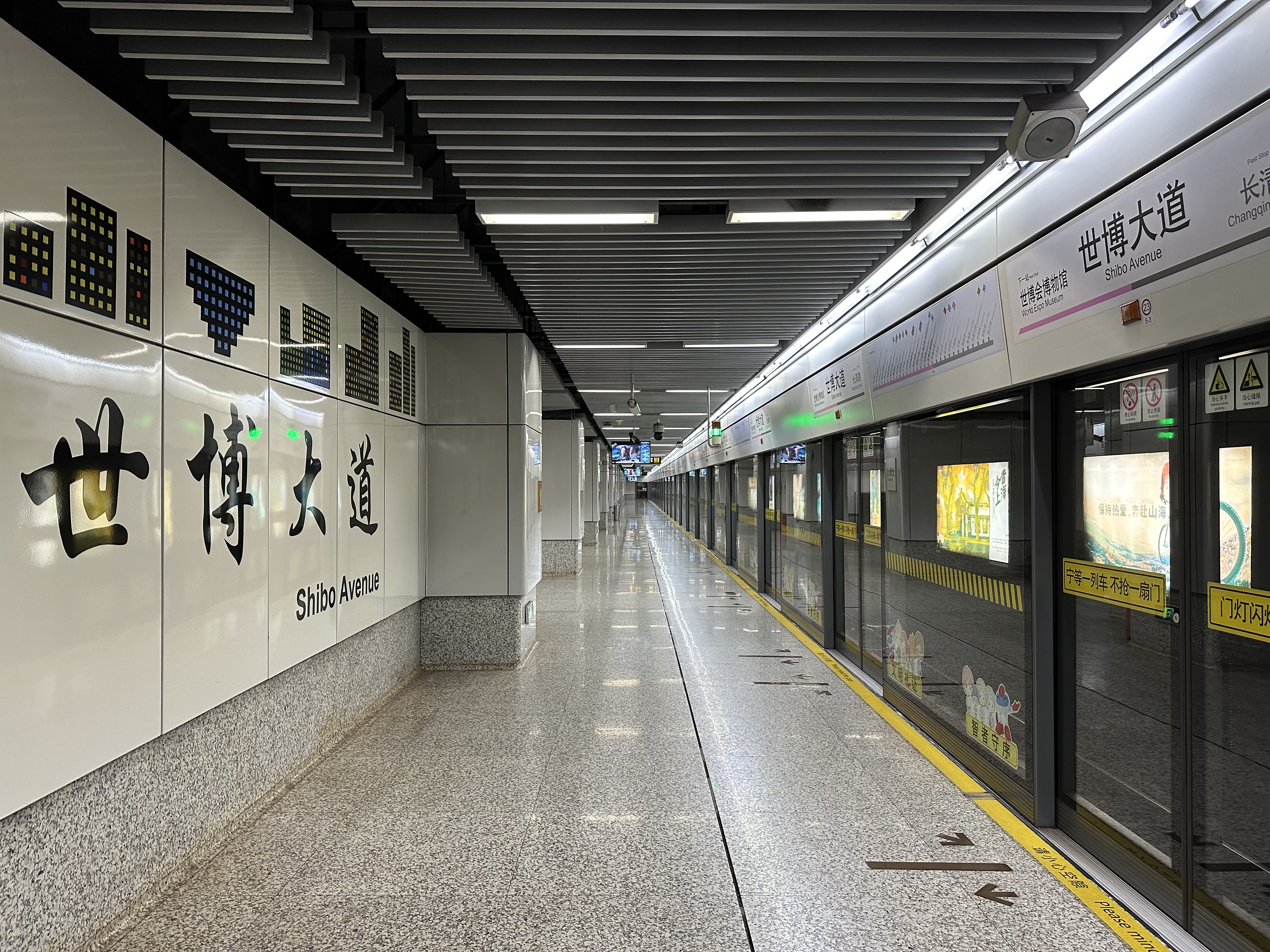
島式ホーム（金運路方面）

## 駅周辺
当駅は上海国際博覧会浦東会場跡に位置する。

## 沿革
- 2010年4月20日 - 開業。
- 2010年11月1日 - 一時閉鎖。
- 2015年12月19日 - 再開業。

## 隣の駅
上海軌道交通
■ 13号線
世博会博物館駅 - 世博大道駅 - 長清路駅